# Bessarion de Scété
Pour les articles homonymes, voir Bessarion.
Bessarion est un moine égyptien du tournant du IVe au Ve siècle, ermite errant dans le désert de Scété, l'un des lieux les plus inhospitaliers de la région.
Père du désert, il est vénéré comme un saint par les Églises copte catholique et orthodoxe, qui se souviennent de lui respectivement les 6 et 17 juin.

## Biographie
Une grande partie de ce que nous savons de la vie du saint nous vient du recueil des Paroles des pères du désert. Baptisé durant son adolescence, il part en pèlerinage vers les lieux saints. Il visite plusieurs monastères dans l'arrière-pays jordanien et décide de conformer son voyage aux lois de la vie monastique.
À son retour, il reçoit la tonsure monastique et devient un disciple de saint Isidore de Peluse. Dès lors commence sa vie de fol-en-Christ, comme on appelait ceux qui choisissaient de vivre leur foi en simulant la folie, dans la misère et en méprisant leur corps afin de mieux participer à la Passion de Jésus, et dont Bessarion sera le premier exemple de l'histoire. Selon son hagiographie, il choisit de soumettre son corps en restant toujours à l'extérieur, habillé seulement de quelques chiffons et indépendamment de la chaleur et du froid. Il ne mange qu'une fois par semaine et passe son temps à errer dans de vastes régions inhospitalières et sablonneuses dormant toujours sous la voûte du ciel et jamais allongé mais toujours debout ou assis. Une légende raconte qu'il reste une fois quarante jours et quarante nuits dans la prière, s'abstenant de manger et de dormir. Il meurt à un âge avancé.

## Légendes et miracles
Les Paroles des Pères du Désert disent que Bessarion aurait reçu de Dieu le don de faire des miracles et aurait utilisé cette faculté pour étancher ses disciples assoiffés en ne faisant couler qu'avec ses prières des rivières dans les friches habitées par lui.
On dit que son humilité était si grande qu'une fois, en visitant une skite voyant un prêtre chasser un novice pris dans le péché, il se précipite vers les deux en s'exclamant « moi aussi je suis un pécheur ». Il est parfois confondu avec saint Paphnuce, dans la légende de la conversion de sainte Thaïs.